# Humanity in Action
Humanity in Action (HIA) – międzynarodowa organizacja pozarządowa, której celem jest edukowanie i łączenie młodych ludzi we współpracy na rzecz wzmocnienia ochrony praw człowieka i statusu grup mniejszościowych. Jej zadaniem jest również wspieranie rozwoju społeczeństwa obywatelskiego zgodnie z wartościami równości, różnorodności i tolerancji.
Organizacja została założona w listopadzie 1997 przez dr Judith S. Goldstein. Oddziały HIA znajdują się w Stanach Zjednoczonych, Polsce, Niderlandach, Niemczech, Danii oraz Bośni i Hercegowinie.
W Polsce organizacja działa w formie Fundacji Humanity in Action Polska mającej siedzibę w Warszawie (KRS: 0000320583).